# Dicranophragma (Brachylimnophila) occidens
Dicranophragma (Brachylimnophila) occidens is een tweevleugelige uit de familie steltmuggen (Limoniidae). De soort komt voor in het Nearctisch gebied.